# Stigmella alnetella
Stigmella alnetella là một loài bướm đêm thuộc họ Nepticulidae. Loài này có ở khắp châu Âu, except Ireland và the Balkan Peninsula.
Sải cánh dài 3.9-4.8 mm.
Ấu trùng ăn Alnus cordata và Alnus glutinosa. The mine the leaves of their host plant. Mỗi lá chỉ có một tổ kén.